# Bystrzyca (powiat łukowski)
Bystrzyca – wieś w Polsce, położona w województwie lubelskim, w powiecie łukowskim, w gminie Wojcieszków. Przez miejscowość przebiega droga wojewódzka nr 808.
| SIMC    | Nazwa          | Rodzaj                          |
| ------- | -------------- | ------------------------------- |
| 0695090 | Kamień         | część wsi                       |
| 0695108 | Krowi Dół      | część wsi                       |
| 0695114 | Lisie Jamy     | część wsi                       |
| 0695120 | Piaski         | część wsi (zniesiona w 2023 r.) |
| 0695137 | Szeroka Miedza | część wsi                       |

W latach 1975–1998 miejscowość należała administracyjnie do województwa siedleckiego.
Wieś stanowi sołectwo w gminie Wojcieszków. Według Narodowego Spisu Powszechnego z roku 2011 wieś liczyła 550 mieszkańców.
Wierni Kościoła rzymskokatolickiego należą do parafii Najświętszego Serca Pana Jezusa w Wojcieszkowie.